# ヤン・ピーター・ボス
ヤン・ピーター・ボス（Jan Pieter Bos、1891年7月12日 - 2002年12月15日）は、2001年11月24日から死去まで、存命中のオランダ最高齢だったスーパーセンテナリアン。1998年5月18日以降から存命中のオランダで最高齢の男性でもあった。
1891年7月12日、ヤコーブス・ボスとグリエチェヴァン・ワーゲニンゲンの家庭に生まれる。兄弟の4番目であった。12歳まで学校に通い、その後海運で働き、70歳まで働いていた。1930年に結婚していたが、車が堤防から落ちた上にドアが開かなかったことで、溺死している。引退して以降はロッテルダムのケアセンターに住んでいた。2001年に110歳の誕生日を迎え、ヘアート・アドリアーンス・ブームハールト、ヤン・マチエル・レイスケンスに次ぎオランダ国内で3番目の男性スーパーセンテナリアンとなった。2002年12月15日、111歳156日で死去。死去する直前までまだ健康で頭がはっきりしていた。存命中のオランダ最高齢の座はフリッツ・ボッターブロムに移った。